# Michael Vibe
 Ikke at forveksle med Mikkel Vibe.
Michael Vibe, 1627-90, Vicekansler, fødtes 24. Dec. 1627 i Lund som Søn af Biskop Mads Jensen Medelfar i dennes 3. Ægteskab med Mette Vibe, hvis Faders Navn hendes Søn fik.
Efter at være undervist i Hjemmet sendtes han til Viborg Skole, hvorfra han 1644 som en lovende Yngling dimitteredes til Universitetet, hvilket han efter 2 Aars Studietid forlod for yderligere at uddanne sig ved fremmede Højskoler. I Leiden (immatrikuleret Jan. 1647) studerede han i 1 1/2 Aar Rets- og Statsvidenskab, Historie og Litteratur; over Paris kom han til Blois, hvor han anvendte et Aar paa at lære Fransk, i Strasburg havde han den berømte Boecler til Lærer i Statsret, Historie m. m. Hjemkommen til Kjøbenhavn 1650 tiltrak han sig snart Opmærksomhed, og Rigsraad Christen Skeel antog ham som Vejleder for sin Søn Otto; efter et kortere Ophold ved Akademiet i Sorø tiltraadte de 1652 en 6aarig Rejse til Tyskland, Frankrig, Nederlandene og Italien.
Saa godt et Omdømme havde han nu erhvervet sig, at Statholderen Grev Christian Rantzau snart efter hans Hjemkomst 1658 betroede ham at ledsage sin 14aarige Søn Ditlev til Tübingen, hvor V. under et 4-aarigt Ophold i den Grad vandt Hertugen af Württembergs Yndest, at denne ønskede at knytte ham enten til Universitetet eller til sine nærmere Omgivelser. Men V. ville ikke skilles fra den unge Rantzau, med hvem han efter et Fjerdingaars Ophold paa Breitenburg paa ny begav sig udenlands, denne Gang til Nederlandene og Frankrig. Ved Efterretningen om Christian Rantzaus Død (1663) vendte de hjem til Holsten, og kort efter (April 1664) udnævnte Ditlev Rantzau, nu Rigsgreve til Grevskabet Rantzau, V. til sin Raad og 5 Aar efter til Bestyrer af Grevskabet. Henimod 40 Aar gammel giftede V. sig 21. Juni 1667 med Margrethe Cathrine Reimers (f. 30. Marts 1643 d. 9. Jan. 1683), Datter af Inspektør paa Grevskabets Godser Heinrich R. og Anna Hannemann. Ved hende blev han Fader til 8 Børn.
Gjennem Grevinde Rantzau, der stod i nøje Venskabsforhold til Griffenfeld, kom V. i Forbindelse med denne Statsmand, med hvem han derefter stadig korresponderede. Ad denne Vej blev han dragen ind i Statstjenesten, hvortil en Mand med V.s utvivlsomme Begavelse og Verdenskundskab maatte egne sig fortrinlig; det første Skridt paa denne Bane gjorde han, da han 1673, uden at opgive sit Forhold til Rantzau, blev Kancelliraad ved Hertugdømmernes Regering i Glückstadt, og som saadan ledsagede han 1677 den holstenske Vicekansler Conrad Wasmer til den nedersachsiske Kredsdag i Brunsvig. Imidlertid var det først efter Griffenfelds Fald V. opnaaede en indflydelsesrigere Stilling, i det han 1678 kaldtes til Kjøbenhavn for som Inspektør for den 7aarige Prins Frederik (IV) at lede hans Opdragelse og Undervisning; samtidig udnævntes han til Justitsraad. Hvem han kunne takke for dette, kan kun gjættes; maaske begge hans gamle Elever, der nu vare i høje Embedsstillinger.
At V. passede til denne ansvarsfulde Post, tør man ikke paastaa, i det mindste ikke, hvad Undervisningen angik; thi, foruden at den lededes paa Tysk, var den i flere Henseender mangelfuld, og kun ved sin Energi og kraftige Vilje formaaede Prinsen senere nogenlunde at indhente det forsømte. Men Kongen fandt i hvert Fald Behag i V., der i sin Stilling daglig havde Lejlighed til at færdes i dennes Nærhed og forstod at omgaas Majestæten paa en Maade, der tiltalte ham højlig. Og Følgerne af den kongelige Gunst viste sig meget snart, i det V. allerede 1679 fik fast Fod i Centraladministrationen som Etatsraad og Kommerceraad; endnu inden Aarets Udgang erhvervede han Vaabenbrev. De Forbindelser, som V. klogelig sluttede med de Mænd, der paa de Tider især havde Kongens Øre – A. L. Knuth, Biermann, Brandt m. Fl. – styrkede i den Grad hans Position, at han 1680 optoges som Gehejmeraad i Konseillet; og faa Aar senere, Juni 1683, efterfulgte han Holger Vind som Vicekansler i Danske Kancelli, en Post af stor Betydning, og det saa meget større, som han forstod at lede Kongen efter sit Ønske, i det han vidste paa en behændig Maade at forberede denne paa sine Forestillinger.
Næppe har noget af de andre Medlemmer af den «Kabale», bestaaende af V., Biermann, Brandt, Jessen og v. Støcken, der i 1680erne faktisk styrede Landet, haft Kongens Tillid som V. Med Vicekanslerembedet fulgte Udnævnelsen til Justitiarius i Højesteret. At hans Hverv som Kronprinsens Hovmester maatte lide under denne Akkumulation af Embeder, der hvert for sig kunde lægge stærkt Beslag paa en Mands Tid og Tanker, er indlysende; men den almindelige Svaghed hos Christian V at overvælde sine betroede Mænd med forskjellige Bestillinger stadfæstede sig ogsaa over for V. Under Udarbejdelsen af Danske Lov havde han Sæde i de 2 sidste Revisionskommissioner (1680-82); i den første af disse havde han til Kollega bl.a. sin gamle Elev Otto Skeel; samtidig var han Medlem af en 1681 udnævnt Kommission til Revision af en Del uafgjorte Regnskaber og af en anden til Overvejelse af Midler til Landboforholdenes Forbedring. At han tilmed 1684 efter Inddragelsen af den gottorpske Del af Slesvig blev Amtmand over Svabsted Amt, har mindre at sige; han har næppe nogen Sinde taget sig af Forretningerne i Amtet, men kun oppebaaret Indtægterne. S. A. hædredes han med Danebrogsordenen. Det blev dog ikke nogen lang Aarrække V. stod paa sin Lykkes og Magts Tinde, og han tænkte sig sikkert at naa endnu højere; efter Paaske 1690 blev han angreben af en ondartet Feber, som bortrev ham 1. Maj.
Om V.s gode Evner, hans Klogskab, hans Forsigtighed og hans dermed følgende Held til at holde sig til den rette, den for ham og hans Planer gavnligste Side ved et rænkefuldt Hof, ere alle hans samtidige enige. At han lod sig give Præsenter af Kongen, var ikke andet, end hvad de fleste andre i lignende Stilling gjorde. En saadan Kongegave fik han, da han 1684 forlenedes med Magnus von Wedderkops konfiskerede Gods Søgaard m. m. i Slesvig; men da disse Ejendomme ved forliget i Altona 1689 tilbagegaves, overdroges ham et stort inddiget Terræn i Oldenborg, Altenhoven kaldet, som et frit adeligt Gods Freienfelde. Naar Molesworth sigter ham for som Vicekansler og Justitiarius at influere paa Højesterets Kjendelser, saa de ikke altid stemte med den strænge Ret, tør man næppe lægge for megen Vægt paa en saadan Insinuation. I den haarde Medfart, som timedes Oluf Rosenkrantz, har man ogsaa villet tillægge V. en væsentlig Andel, i det han derved paa ham fik hævnet den Vold, som Rosenkrantz’ Fader i sin Tid havde øvet mod V.s Fader. Men det viser, hvilket haardt og hævngjerrigt Sind man tillagde den Mand, der til Valgsprog havde «Pietate et Justitia». At Beskyldningen for umaadeholden Drik rammer V. som flere andre af Christian V’s Yndlinger, gjør ham heller ikke sympathisk.